# 久恒貞雄

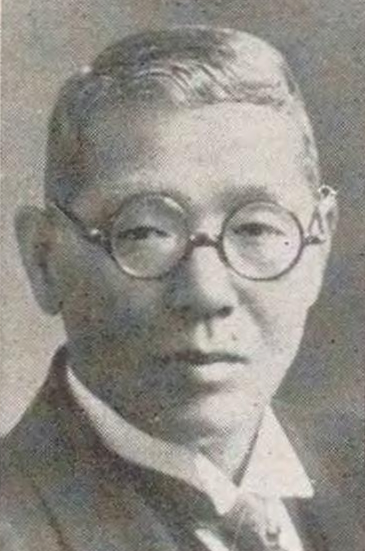
久恒貞雄

久恒 貞雄（ひさつね さだお、1870年5月24日（明治3年4月24日） - 1950年（昭和25年）5月10日）は、大正から昭和時代前期の政治家、銀行家、実業家。貴族院多額納税者議員。衆議院議員（1期）。

## 経歴
豊前中津藩領下毛郡上宮永村（豊田村、中津町を経て現中津市）に生まれる。生家は平凡な農家で、青年期は種物売りや荷馬などで稼いだ。近衛歩兵連隊に入隊し、日清戦争に従軍。帰朝後の1897年（明治30年）1月、福岡県田川郡弓削田村（後藤寺町を経て現田川市）に赴き、田川採炭に入社するが程なくして退職する。他にも採炭会社を転々としたが長く続かず、自ら石炭商を開業。ついで日露戦争に従軍し、帰朝後に採炭業を始めた。漆生炭鉱を買収し、下山田、猪ノ鼻と鉱区を広げ、久恒鉱業を設立。1920年（大正9年）同社社長に就任した。ほか、下毛銀行、大分商業銀行各頭取、筑豊石炭鉱業組合理事長、福岡県土木調査委員などを歴任した。
1928年（昭和3年）2月の第16回衆議院議員総選挙では福岡県第2区から立憲政友会所属で出馬し当選し、1期務めた。ほか、1932年（昭和7年）大分県多額納税者として貴族院議員に互選され、同年9月29日から1939年（昭和14年）9月28日まで在任した。